# Alfa Romeo 33
Alfa Romeo 33 är en italiensk kompaktbil i golfklassen tillverkad av Alfa Romeo 1983-1994. Alla 33:or var bestyckade med en boxermotor (liggande kolvar) vilket inte är särskilt vanligt på dagens bilar, förutom på Porsche och Subaru. Den efterträdde den tekniskt snarlika Alfa Romeo Alfasud. Bottenplattan och konstruktionen med boxermotor behölls, men bromssystemet förenklades genom att främre skivbromsarna flyttades ut från växellådan till hjulen. Bromsarna bak var trumbromsar (Alfasud hade skivor runt om). En version med dieselmotor såldes i Italien, men eftersom motorrummet var konstruerat för en kort motor valdes en trecylindrig variant.  
1987 kom Serie II och slutligen Serie III (1990) vilken skilde sig avsevärt från Serie I & II.
1994 ersattes Alfa Romeo 33 av Alfa Romeo 145.
Alfa 33 såldes i Sverige i måttligt antal. 1,3-litersmotorn importerades aldrig. En Alfa 33 16V med fyrhjulsdrift tävlade i rallyns grupp N i Sverige.